# Fotocatalisi
La fotocatalisi è un metodo catalitico applicato a reazioni fotochimiche, condotto mediante l'ausilio di un catalizzatore che esplica la sua azione quando irradiato con luce di opportuna lunghezza d'onda. I fotocatalizzatori classici sono rappresentati da composti metallici quali TiO2, il più attivo e più utilizzato, ZnO, CeO2, ZrO2, SnO2, CdS, ZnS ecc.

## Meccanismo
Per la fotocatalisi vengono utilizzati materiali semiconduttori per via della loro particolare struttura a bande: infatti, in un semiconduttore le bande di valenza e di conduzione sono separate da una banda proibita, o band gap, in cui gli elettroni non possono trovarsi.
Quando il cristallo di semiconduttore viene irradiato con della luce a energia sufficientemente alta, cioè pari o superiore all’entità del band gap, un elettrone della banda di valenza può assorbire l’energia del fotone e passare alla banda di conduzione, lasciando una lacuna nella banda di valenza.
Gli elettroni e le lacune così generate migrano poi alla superficie del cristallo, dove reagiscono con le specie adsorbite: accettori o donatori di elettroni.
I prodotti che si formano a seguito di questa reazione sono tipicamente dei radicali liberi, fortemente reattivi, che in genere vanno poi ad attaccare altri componenti del sistema, quali agenti inquinanti.

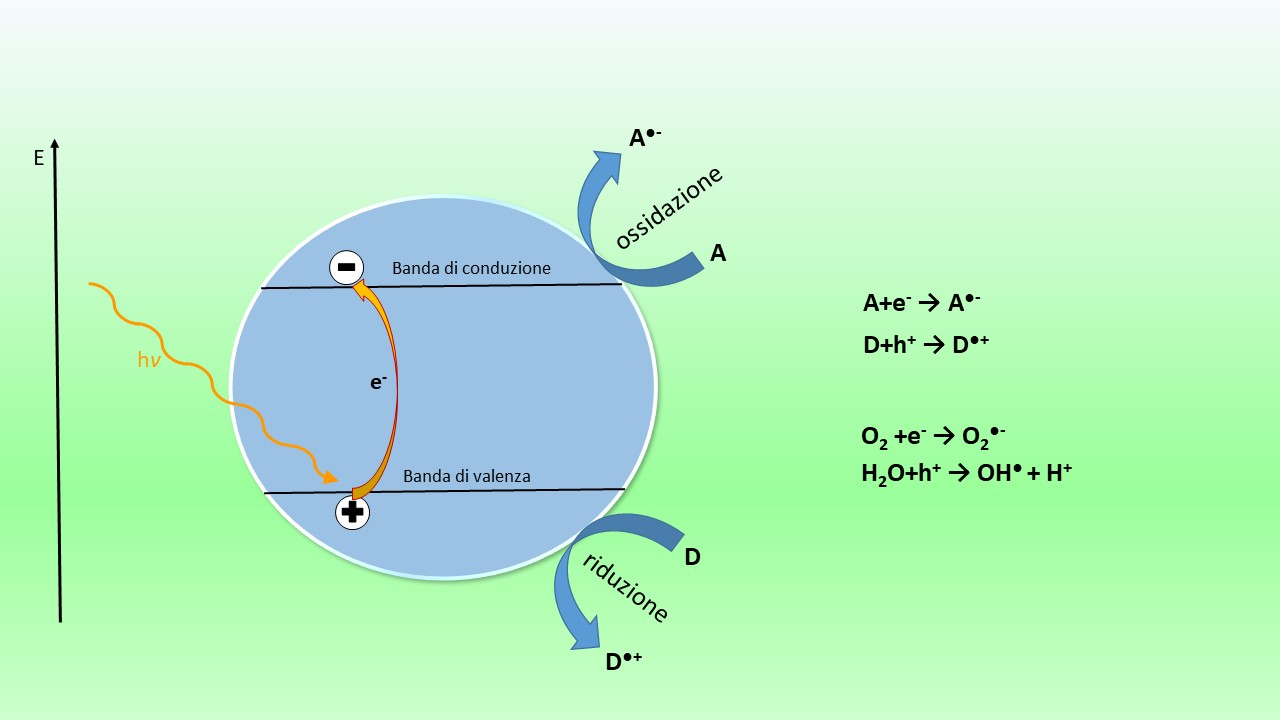
Interazione tra un fotone (hν) e un semiconduttore. La transizione elettronica lascia una lacuna (+ o h^{+}) nella banda di valenza ed un elettrone libero nella banda di conduzione (- o e^{-}). Nella fotocatalisi lacune ed elettroni possono reagire con specie donatori (D) e accettori (A) di elettroni.

## Nanomateriali fotocatalitici
La reazione di fotocatalisi avviene alla superficie dei catalizzatori e quindi per aumentarne l’efficienza è necessario massimizzare il rapporto superficie/volume dei catalizzatori. A questo scopo, la soluzione ottimale consiste nel ridurre il catalizzatore in polveri nanometriche. Infatti, da considerazioni geometriche, il rapporto superficie/volume è inversamente proporzionale alle dimensioni delle particelle della polvere.
Inoltre un materiale non nanometrico presenta numerosi difetti reticolari che fungono da centri di ricombinazione per le coppie elettrone-lacuna, impedendone la diffusione.
Al contrario, alla dimensione nanometrica il reticolo cristallino si trova in uno stato di quasi totale perfezione. In queste condizioni elettroni e lacune migrano alla superficie in tempi molto brevi grazie all’assenza di difetti reticolari lungo il percorso diffusionale e alla ridotta distanza dalla superficie.
Volendo sfruttare la luce solare per la fotocatalisi è fondamentale, nella scelta del materiale, la valutazione del band gap in relazione allo spettro solare. L’energia del fotone è proporzionale alla sua frequenza (legge di Planck), quindi aumentare il band gap significa aumentare la frequenza minima che deve possedere il fotone per permettere all’elettrone di superare la banda proibita e di innescare la reazione.
Da ciò si deduce che la radiazione utile per la fotocatalisi diminuisce all’aumentare del band gap, il quale non può aumentare eccessivamente perché si incorre nel rischio di non avere un numero sufficiente di fotoni con l’energia necessaria per attivare la reazione.

### Titania fotocatalitica
Il semiconduttore più utilizzato, per il suo basso costo e la sua facile reperibilità in natura, è il biossido di titanio (TiO2) che possiede un band gap intorno ai 3,2 eV, corrispondente a lunghezze d’onda dell’ultravioletto, che comunque, nonostante costituisca una piccola porzione della radiazione solare, fornisce una quantità di fotoni sufficiente per la reazione di fotocatalisi.
La titania in natura si presenta in diverse forme allotropiche: anatasio, brookite e rutilo. Delle tre forme la più stabile termodinamicamente è il rutilo, che viene ampiamente utilizzato industrialmente come pigmento bianco nelle pitture.
Alla scala nanometrica invece è più stabile l’anatasio, che tra le diverse forme è anche la più efficiente nei processi fotocatalitici ed è quindi quella più utilizzata in questo settore.

## Applicazioni

### Purificazione dell’aria

#### Agenti inquinanti
L’inquinamento dell’aria deriva principalmente dal settore dei trasporti, dal settore industriale, dall’attività di centrali elettriche e inceneritori, dal riscaldamento domestico, dall’uso di pesticidi nel settore agricolo e dalle polveri derivanti dal settore minerario.
I principali agenti inquinanti presenti in atmosfera sono: anidride carbonica (CO2), ossidi di zolfo (SOx), ossidi di azoto (NOx), monossido di carbonio (CO), idrocarburi policiclici aromatici (IPA), composti organici volatili (COV) e particolato (PM10).

#### Cementi fotocatalitici
I cementi fotocatalitici permettono di migliorare la qualità dell’aria semplicemente sfruttando la luce solare. Il principale campo di applicazione riguarda la riduzione dei livelli di smog in zone urbane densamente trafficate o inquinate.

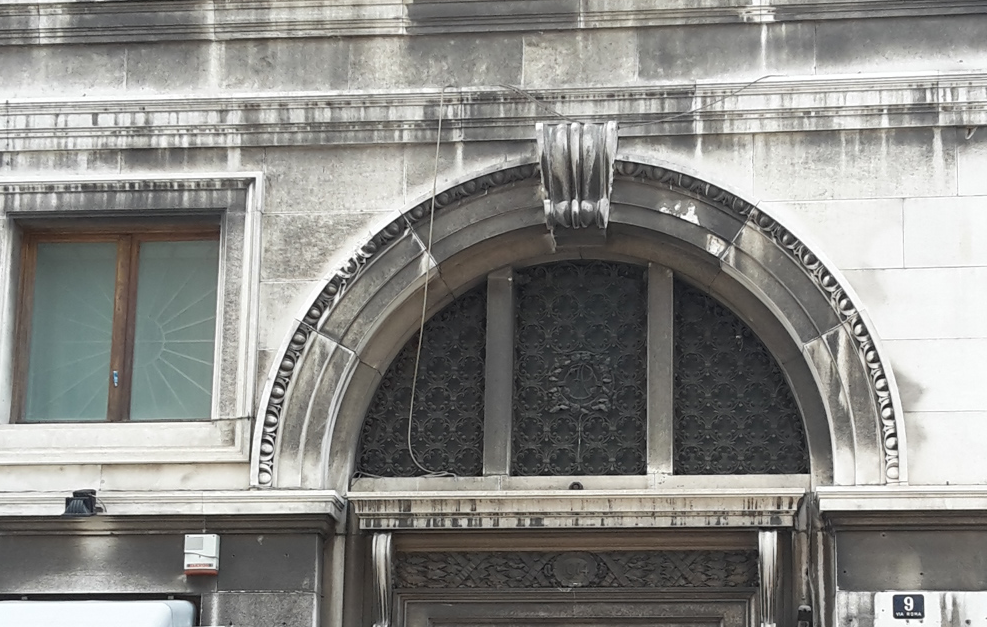
Esempio di un edificio annerito dallo smog.

Questi cementi vengono realizzati aggiungendo al normale calcestruzzo il 10-15% in peso di nanocristalli di biossido di titanio (diametro 20 nm) in forma di anatasio. Il TiO2 viene aggiunto in sospensione all’acqua di miscelamento permettendo di ottenere una distribuzione omogenea all’interno della matrice del cemento.
La struttura porosa del cemento e l’elevata superficie specifica delle nanoparticelle permettono di esporre all’aria una vasta area altamente reattiva che, in presenza di luce solare, dà luogo a forti reazioni ossidative che convertono gli inquinanti atmosferici in sottoprodotti innocui, che possono venir successivamente dilavati dall’azione delle precipitazioni atmosferiche.

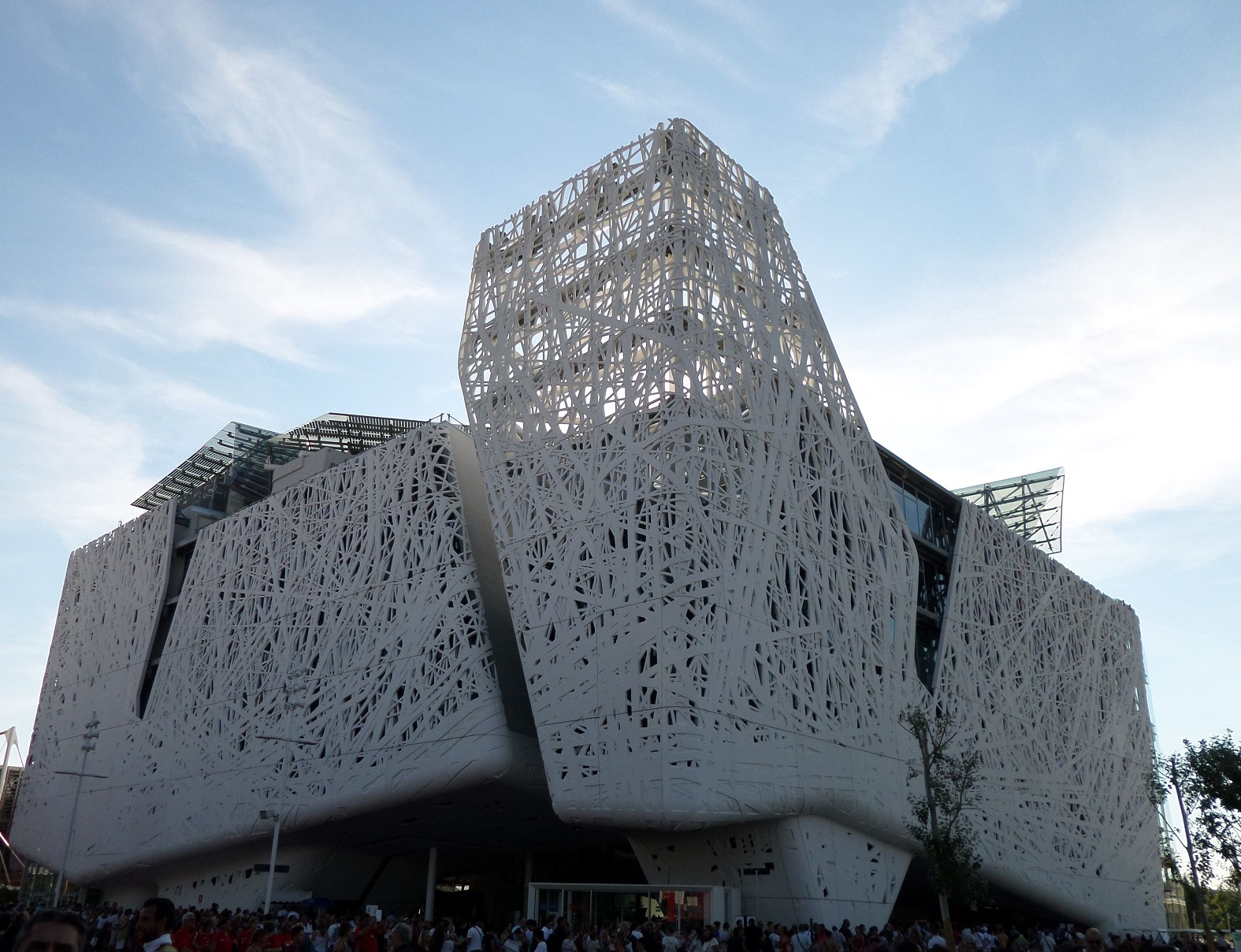
Il Palazzo Italia dell'Expo 2015 è stato realizzato utilizzando cementi fotocatalitici.

In linea di massima i meccanismi di decomposizione dei vari agenti inquinanti seguono la struttura della decomposizione ossidativa degli NOx , che viene spesso utilizzata come reazione modello per studiare e confrontare tra loro cementi fotocatalitici con prestazioni differenti.
In presenza di luce solare e dell’umidità dell’aria le molecole di NOx che entrano in contatto con il cemento vanno incontro alle seguenti reazioni:
NO + OH* → NO2 + H+
NO2 + OH* → NO3- + H+
I radicali OH* che si generano alla superficie della nanoparticella agiscono come potenti ossidanti riuscendo ad ossidare composti tossici come NO e NO2 producendo NO3- , molto meno pericoloso. Lo ione nitrato infatti può ricombinarsi con ioni alcalini presenti nei pori del cemento formando sali inerti, oppure può venir dilavato come acido nitrico molto diluito.
La decomposizione fotocatalitica degli agenti inquinanti indirettamente riduce anche l’effetto sporcante di polveri e nerofumo che normalmente si depositano sulle facciate degli edifici e che li porta ad annerire nel tempo. Questo perché le polveri sfruttano soprattutto gli inquinanti organici per ancorarsi alla superficie degli elementi architettonici. Di conseguenza l’eliminazione da parte dei cementi delle molecole organiche responsabili dell’adesione delle polveri riduce drasticamente il degrado delle superfici.

#### Riduzione degli odori
I composti organici volatili (COV) sono i principali responsabili dei cattivi odori all’interno degli ambienti chiusi. Le sostanze più comuni che appartengono a questa categoria sono:
- Tricloroetilene (C2HCl3)
- Acetone (C3H6O)
- 1-Butanolo (C4H10O)
- Butanale (C4H8O)
- m-Xilene (C8H10)
- 1,3-Butadiene (C4H6)
- Toluene (C6H5CH3)
- Formaldeide (CH2O)

L’azione fotocatalitica delle nanoparticelle di biossido di titanio permette di decomporre i COV in sostanze innocue come CO2 e acqua. Buona parte della CO2 prodotta durante la decomposizione reagisce all’interno dei pori del cemento formando semplice calcare inerte (CaCO3).

#### Conversione dell’anidride carbonica
Attraverso la fotocatalisi è possibile ottenere diversi carburanti a partire dalla anidride carbonica presente in atmosfera. La riduzione fotocatalitica della CO2 sfrutta l’energia solare per rompere il legame C=O dell’anidride carbonica per formare dei legami C-C e C-H.
Questa procedura di sintesi dei carburanti è un processo che oggi si riesce a ben ottenere su scala di laboratorio. Tuttavia, non sono presenti applicazioni a grande scala perché queste non risultano economicamente fattibili a causa della scarsa stabilità e bassa efficienza dei catalizzatori.
Al momento risultano molto promettenti diverse tipologie di fotocatalizzaotri basati su materiali nanostrutturati, ma ancora a livello di studio. L’uso di sistemi basati sui nanomateriali permette di avere un elevato rapporto superficie-volume, band gap e posizione delle bande controllabili per regolare l’assorbimento e la specificità delle reazioni, breve distanza per il trasferimento di carica. Tutto ciò permette di andare ad ingegnerizzare il catalizzatore in modo da favorire l’assorbimento della CO2 e migliorarne l’efficienza di conversione.

### Azione biocida
L’aggressività dei radicali che si formano alla superficie delle nanoparticelle di titania per effetto della luce solare impedisce la proliferazione di microorganismi e di biofouling.
Inizialmente l’elevato potere ossidante dei radicali provoca dei danni alla parete cellulare esterna dei microorganismi che entrano in contatto con la superficie fotocatalitica. Senza più una protezione dall’ambiente esterno vengono successivamente attaccate le membrane citoplasmatiche interne causando un deflusso dei fluidi intracellulari che porta la cellula verso una rapida morte.
Questo potente effetto biocida permette di utilizzare nanorivestimenti a base di biossido di titanio in applicazioni come pitture antivegetative o per la preservazione di beni architettonici e artistici.

### Superfici autopulenti e antiappannamento
Oltre allo sfruttamento dell'idrofobia, per la realizzazione di superfici autopulenti si può ricorrere anche alle proprietà fotocatalitiche e alla superidrofilia fotoindotta di alcuni materiali, come il biossido di titanio. L'azione autopulente di queste superfici è riassumibile in due passaggi principali, che si esplicano contemporaneamente:
- l'inquinante, tipicamente di natura organica, presente sulla superficie viene degradato dall'azione fotocatalitica del coating, come illustrato precedentemente;
- grazie all'idrofilia della superficie, l'acqua forma uno strato uniforme in grado di dilavare le molecole organiche.

Per preservare le proprietà fotocatalitiche e idrofile necessarie all'azione autopulente e antiappannante, un film di TiO2 necessita della presenza di irradiazione costante, perdendo l'idrofilia (e quindi la capacità di autopulirsi) in meno di ventiquattro ore al buio. A questo problema si può ovviare aggiungendo al film della silice, che ne altera le proprietà:
1. con un contenuto del 30-40% molare di silice si raggiungono i valori minimi dell'angolo di contatto (che rimangono praticamente invariati dopo 24 ore al buio), la miglior azione pulente e il minimo adsorbimento di sostanze inquinanti, grazie a un aumento dell'acidità della superficie, che adsorbe preferenzialmente i gruppi OH rispetto alle sostanze organiche;
2. con il 10-20% molare di silice si raggiungono le migliori prestazioni per la fotocatalisi;
3. la presenza di silice aumenta la trasparenza del film, che presenta una trasmittanza maggiore sia in presenza sia in assenza di irraggiamento.[11]

#### Superidrofilicità
Nel dotare di idrofilia un film di TiO2, gli elettroni e le lacune generate dall'irraggiamento reagiscono in maniera diversa rispetto alla fotocatalisi: gli elettroni riducono i cationi Ti+4 a Ti+3 e le lacune ossidano gli anioni O2-. In questo processo sono indeboliti i legami tra il titanio e l'ossigeno reticolari e vengono liberati atomi di ossigeno che lasciano delle vacanze nel reticolo, che vengono quindi occupate dall'acqua con la produzione di gruppi OH adsorbiti chimicamente. In questo modo si ottiene la superidrofilicità della superficie. Un ulteriore vantaggio di questa strategia sta nel fatto che l'adsorbimento fisico di acqua da parte dei gruppi OH è un processo antagonista dell'adsorbimento sugli stessi siti delle sostanze organiche inquinanti, che quindi risulta minore. Nel caso di un film di TiO2/SiO2, come illustrato sopra, l'aumento dell'acidità alla superficie accentua ancor di più questo fenomeno, in favore dell'adsorbimento di gruppi OH.

### Water splitting fotocatalitico
Il water splitting fotocatalitico è un processo di fotosintesi artificiale usato per dividere l'acqua nei suoi componenti allo stato molecolare, idrogeno (H2) e ossigeno (O2), utilizzando luce naturale o artificiale. L'idrogeno ha una rilevante importanza in numerosi ambiti industriali, quali la sintesi dell'ammoniaca per idrogenazione dell'azoto o nell'industria petrolchimica, ad esempio nel processo del cracking idrogenante. Inoltre può essere utilizzato per alimentare pile a combustibile allo scopo di produrre energia elettrica pulita, senza emissioni nocive. Il problema principale della sua produzione industriale sta nel fatto che questa sia attualmente condotta soprattutto tramite lo steam reforming di gas naturale, con conseguente produzione, ed eventuale liberazione in atmosfera, di CO2. Il water splitting fotocatalitico potrebbe fornire un'alternativa a minimo impatto ambientale per la produzione di idrogeno, se in futuro dovesse rivelarsi economicamente ed energicamente sostenibile.
Considerando un sistema composto unicamente da acqua e un singolo fotocatalizzatore semiconduttore illuminato, le reazioni che si esplicano sono simili a quelle osservate nell'elettrolisi, con una riduzione ad opera degli elettroni che porta allo sviluppo di H2 e un'ossidazione ad opera delle lacune che porta allo sviluppo di O2.  Le proprietà elettroniche del catalizzatore devono essere scelte in modo che:
- il band gap sia maggiore del gap presente tra sviluppo di idrogeno e sviluppo di ossigeno (1,23 eV);
- la banda di valenza sia più positiva del potenziale di riduzione di O2/H2O (1,23 V SHE a pH=0);
- la banda di conduzione sia più negativa del potenziale di riduzione di H+/H2 (0 V SHE a pH=0).

Un altro aspetto importante da considerare, per la localizzazione delle bande, è la dipendenza dei potenziali di riduzione dal pH (con una variazione di -0,059 V/pH).
Nel caso analizzato, il fotocatalizzatore deve fungere sia da anodo sia da catodo e quindi esibire un band gap abbastanza elevato. Una soluzione alternativa può essere lo sfruttamento di un sistema tandem, in cui anodo e catodo sono separati e costituiti da materiali diversi, e sono collegati in modo che ci sia un trasferimento elettronico tra di essi. Lo svantaggio dell'utilizzo di due catalizzatori risiede nella necessità di assorbire due fotoni, uno per elettrodo, per la creazione di una coppia elettrone-lacuna e quindi poter raggiungere la completa ossidoriduzione dell'acqua. Allo stesso tempo, però, i catalizzatori possiedono band gap nettamente inferiori rispetto a quello richiesto nel sistema a catalizzatore singolo e permettono quindi di sfruttare una maggior porzione della radiazione elettromagnetica incidente, conferendo al sistema un'efficienza maggiore.